# Llangwm, Monmouthshire
Llangwm är en tidigare community i Storbritannien.  Den ligger i kommunen Monmouthshire och riksdelen Wales, i den södra delen av landet, 190 km väster om huvudstaden London.
Den 4 maj 2022 uppgick den i Llantrisant Fawr community.